# Conistra
Conistra är ett släkte av fjärilar som beskrevs av Jacob Hübner 1821. Conistra ingår i familjen nattflyn, Noctuidae.

## Dottertaxa tillConistra, i alfabetisk ordning[1][2]
- Conistra acutula (Staudinger, 1891)
- Conistra albipuncta (Leech, 1889)
- Conistra alicia de Lajonquière, 1939
- Conistra ampla Benedek, Babics & Saldaitis, 2013
- Conistra anonyma Hreblay & Ronkay, 1998
- Conistra ardescens (Butler, 1879)
- Conistra ardescentina Hreblay & Ronkay, 1998
- Conistra asiatica Pinker, 1980
- Conistra aulombardi Hreblay, 1992
  - Conistra aulombardi aulombardi Hreblay, 1992
  - Conistra aulombardi diffusa Hreblay & Ronkay, 1998
- Conistra carnea Hampson, 1907
- Conistra castaneofasciata (Motschulsky, 1860)
  - Conistra castaneofasciata castaneofasciata (Motschulsky, 1860)
  - Conistra castaneofasciata punctillum Draudt, 1950
- Conistra chaijami Hacker & Weigert, 1986
- Conistra daubei (Duponchel, 1838)
- Conistra dora Hreblay, 1992
- Conistra eriophora Püngeler, 1901
- Conistra erythrocephala ( [Denis & Schiffermüller] , 1775), Gulhövdat plattfly
- Conistra filipjevi Kononenko, 1978
- Conistra fletcheri Sugi, 1958
- Conistra gabori Hreblay, 1992
- Conistra gallica (Lederer, 1857)
- Conistra grisescens Draudt, 1950
- Conistra haleae Fibiger & Top-Jensen, 2010
- Conistra iana Zilli & Grassi, 2006
- Conistra intricata (Boisduval, 1829)
- Conistra kasyi Boursin, 1963
- Conistra lancangi Benedek, Babics & Saldaitis, 2013
- Conistra lateris Benedek, Babics & Saldaitis, 2013
- Conistra ligula (Esper, 1791)
  - Conistra ligula gemella Rungs, 1972
  - Conistra ligula ligula (Esper, 1791)
- Conistra moxiana Benedek, Babics & Saldaitis, 2013
- Conistra pallidistigma Warren, 1911
- Conistra plantei Rungs, 1972
- Conistra politina (Staudinger, 1888)
- Conistra pseudopolitina Hacker, 1990
- Conistra ragusae (Failla-Tedaldi, 1890)
  - Conistra ragusae archaia Pinker, 1980
  - Conistra ragusae macedonica (Pinker, 1956)
  - Conistra ragusae ragusae (Failla-Tedaldi, 1890)
- Conistra rubiginea ( [Denis & Schiffermüller] , 1775), Rostgult plattfly
- Conistra rubiginosa (Scopoli, 1763), Svartprickigt plattfly
- Conistra rubricans Fibiger, 1997
- Conistra staudingeri (Graslin, 1863)
  - Conistra staudingeri rubigo (Rambur, 1871)
  - Conistra staudingeri sebdouensis (Austaut, 1880)
  - Conistra staudingeri staudingeri (Graslin, 1863)
- Conistra takasago Kishida & Yoshimoto, 1979
- Conistra torrida (Lederer, 1855)
  - Conistra torrida pinkeri Hacker, 1988
  - Conistra torrida torrida (Lederer, 1855)
- Conistra unimacula Warren, 1911
- Conistra vaccinii (Linnaeus, 1761), Lingonplattfly
- Conistra veronicae (Hübner, 1813)
- Conistra zhongdiana Benedek, Babics & Saldaitis, 2013

## Bildgalleri

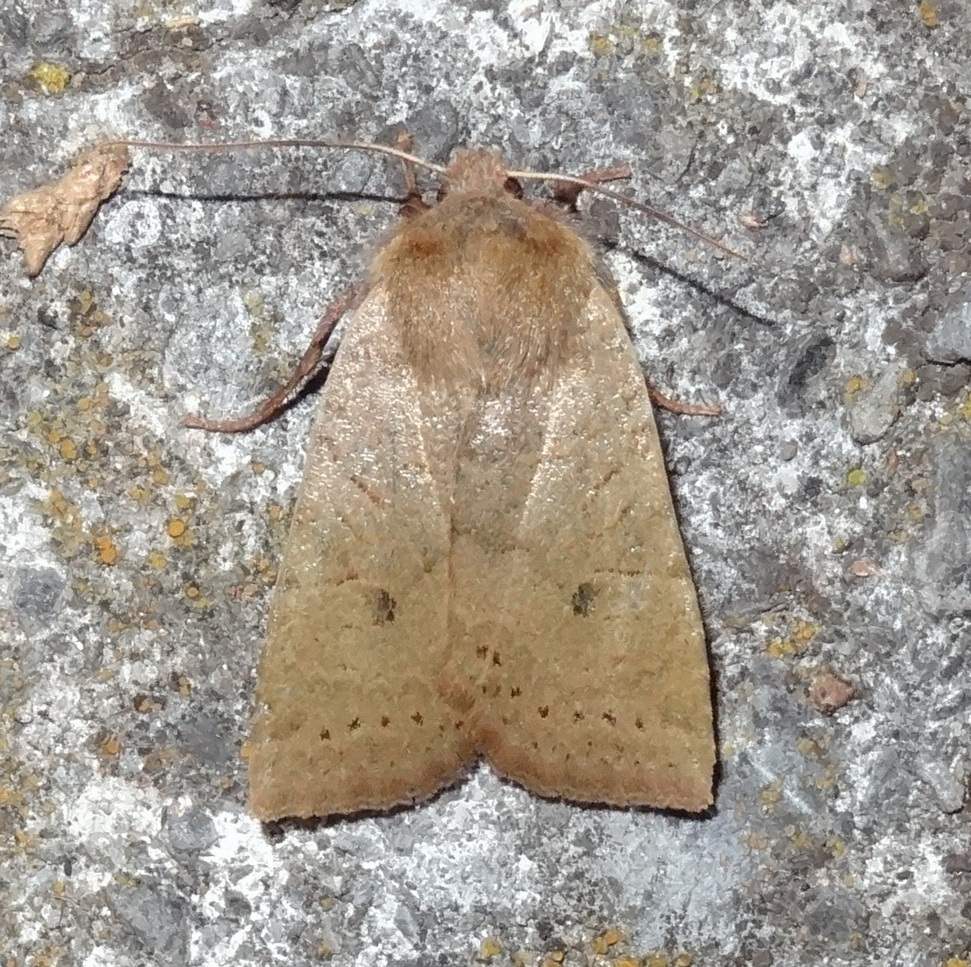
Conistra anonyma
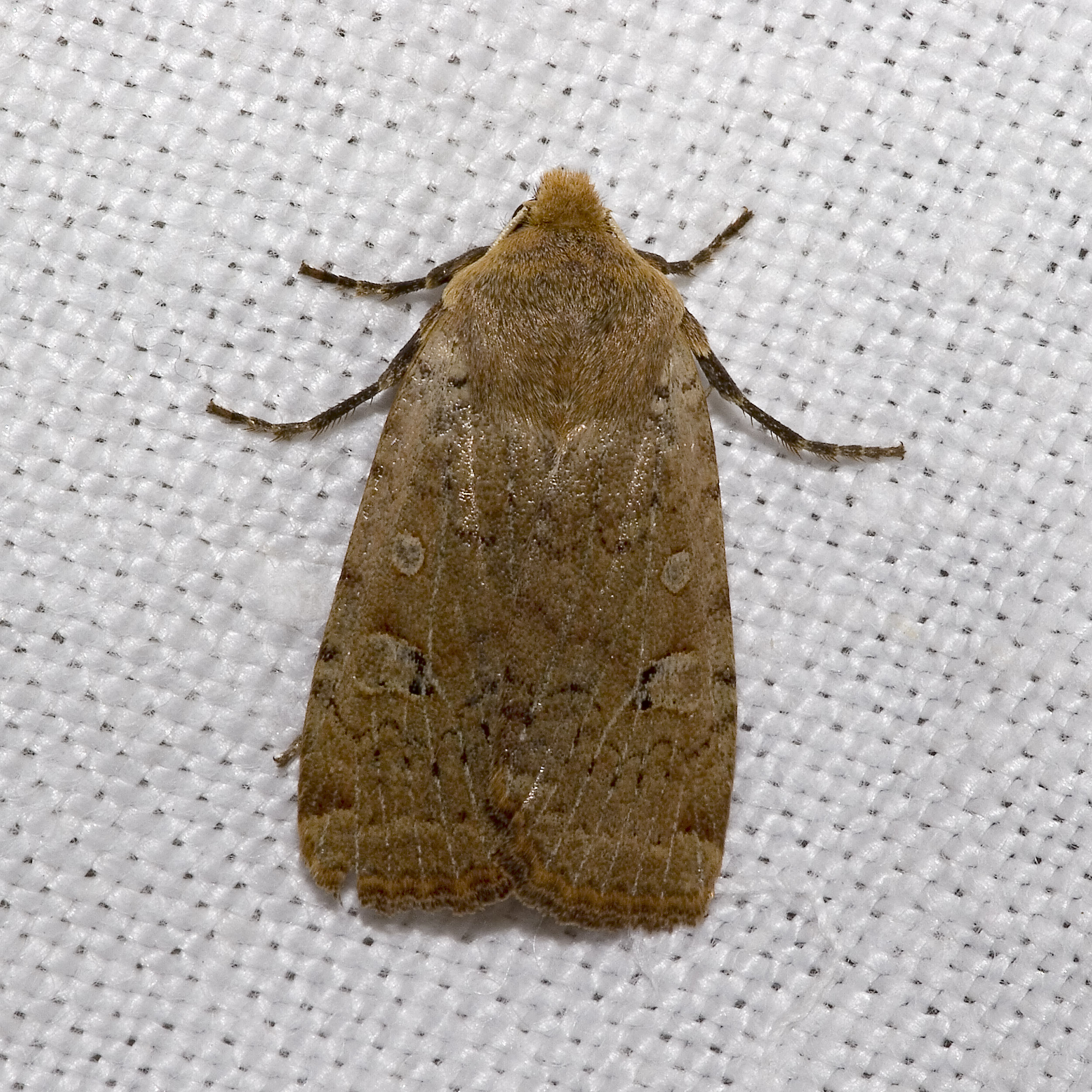
Gulhövdat plattfly, Conistra erythrocephala
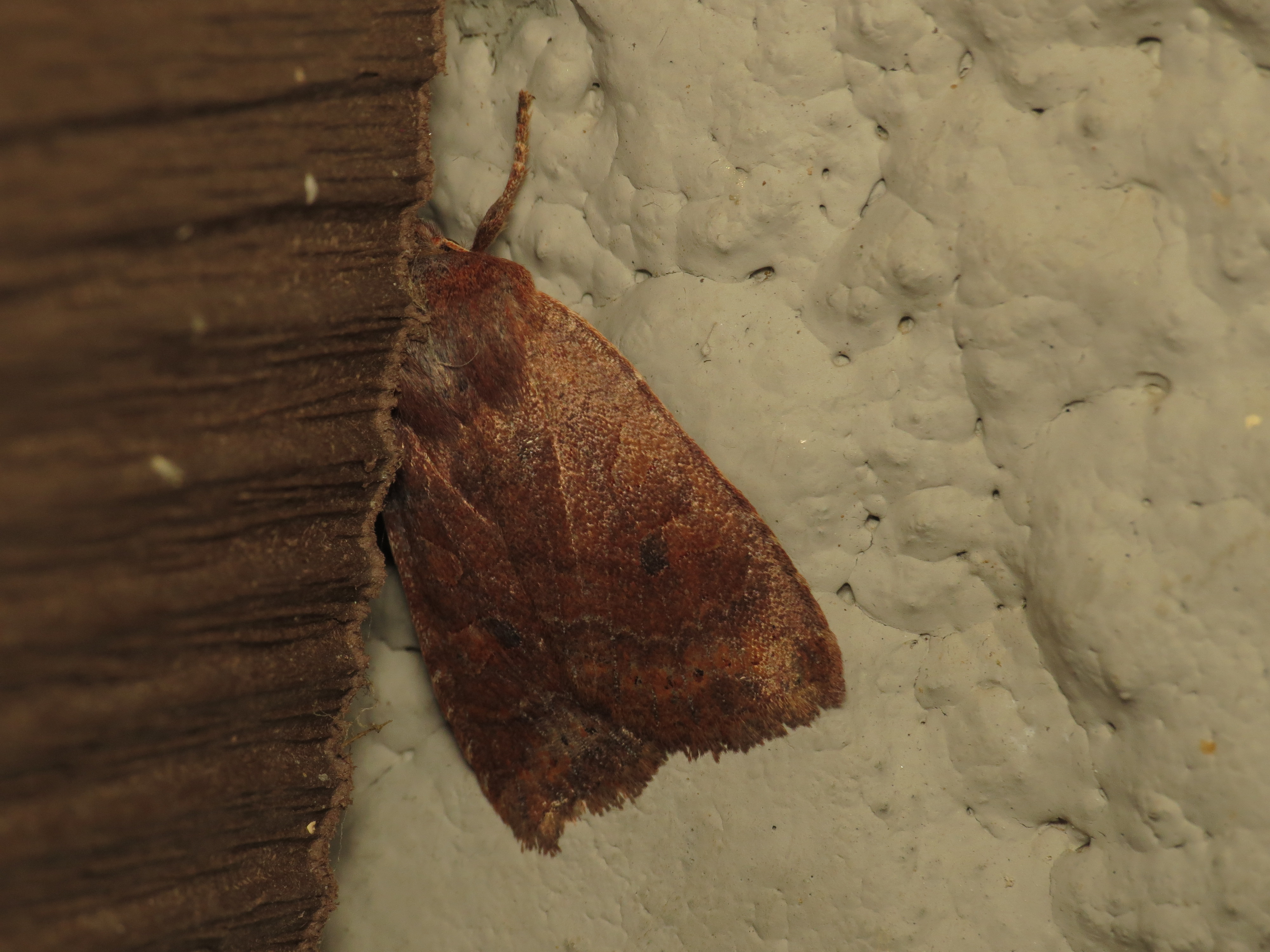
Conistra grisescens
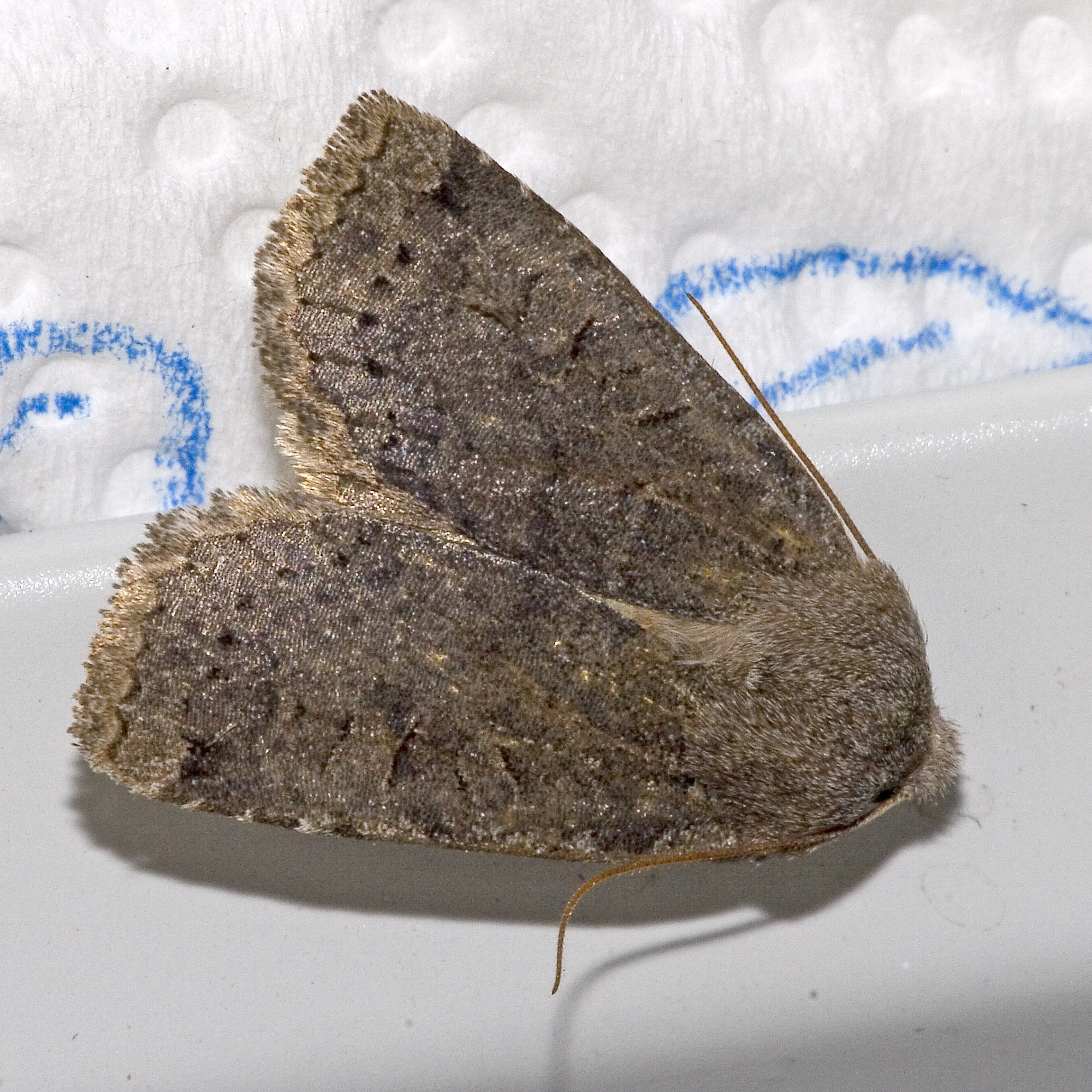
Conistra ligula
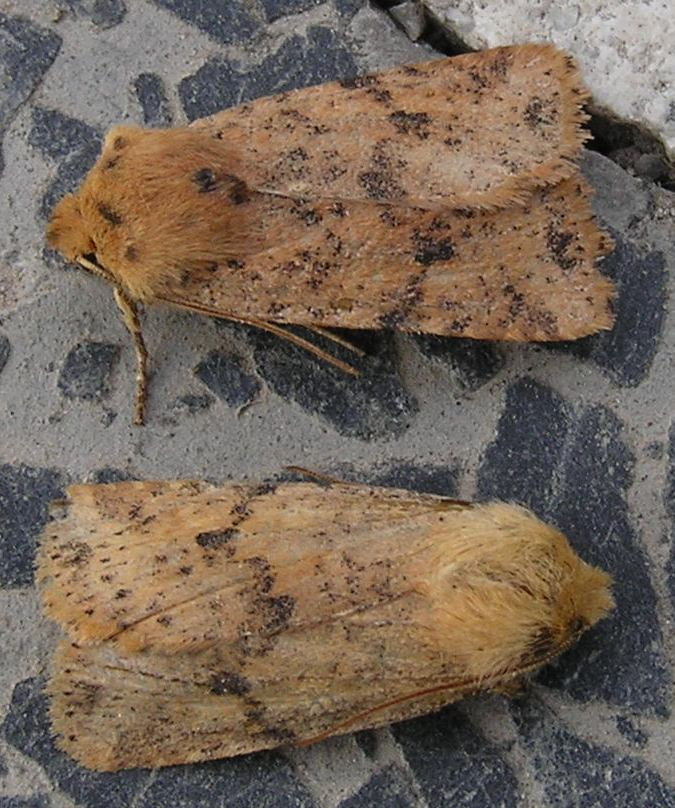
Rostgult plattfly, Conistra rubiginea
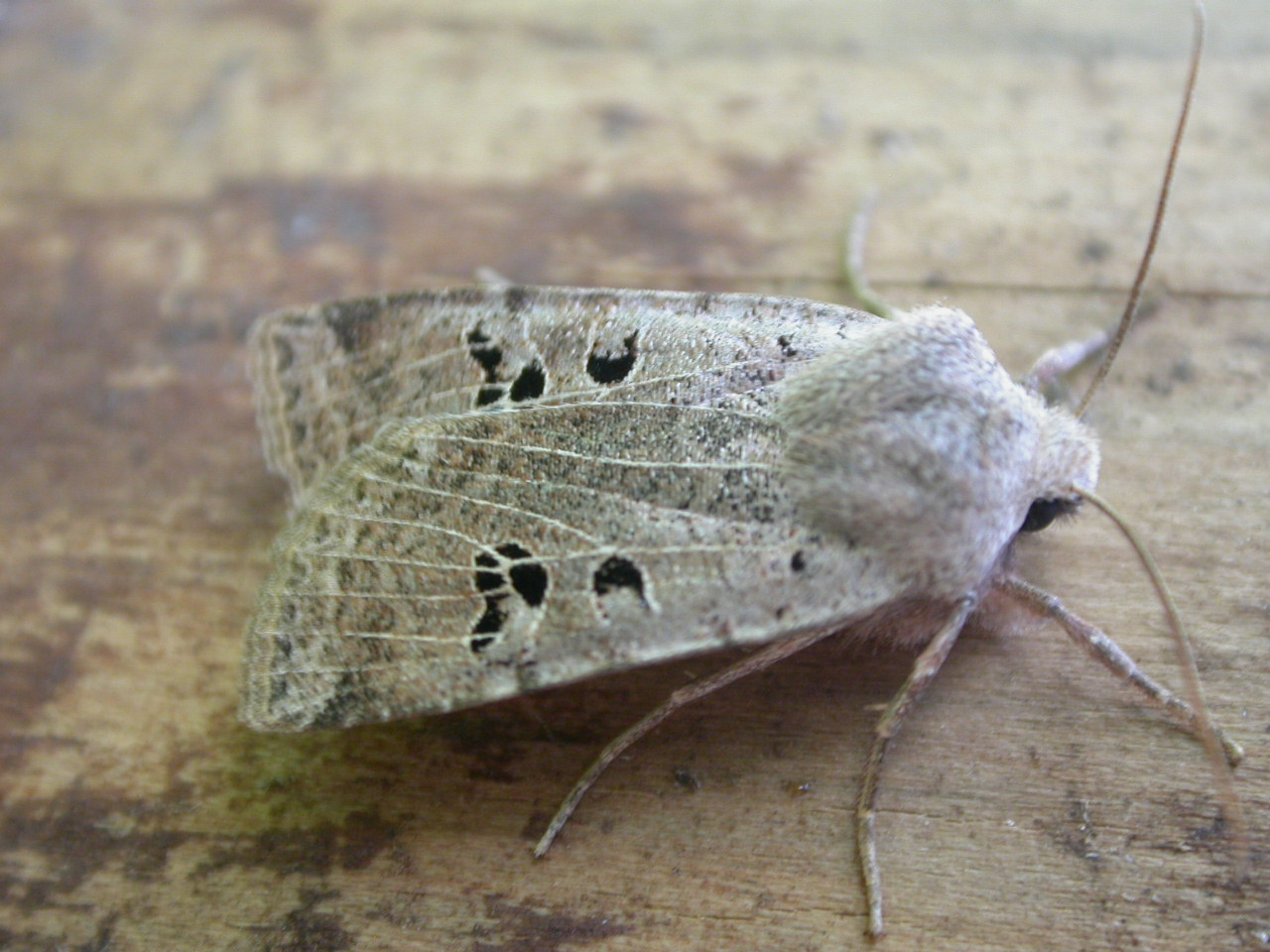
Svartprickigt plattfly, Conistra rubiginosa
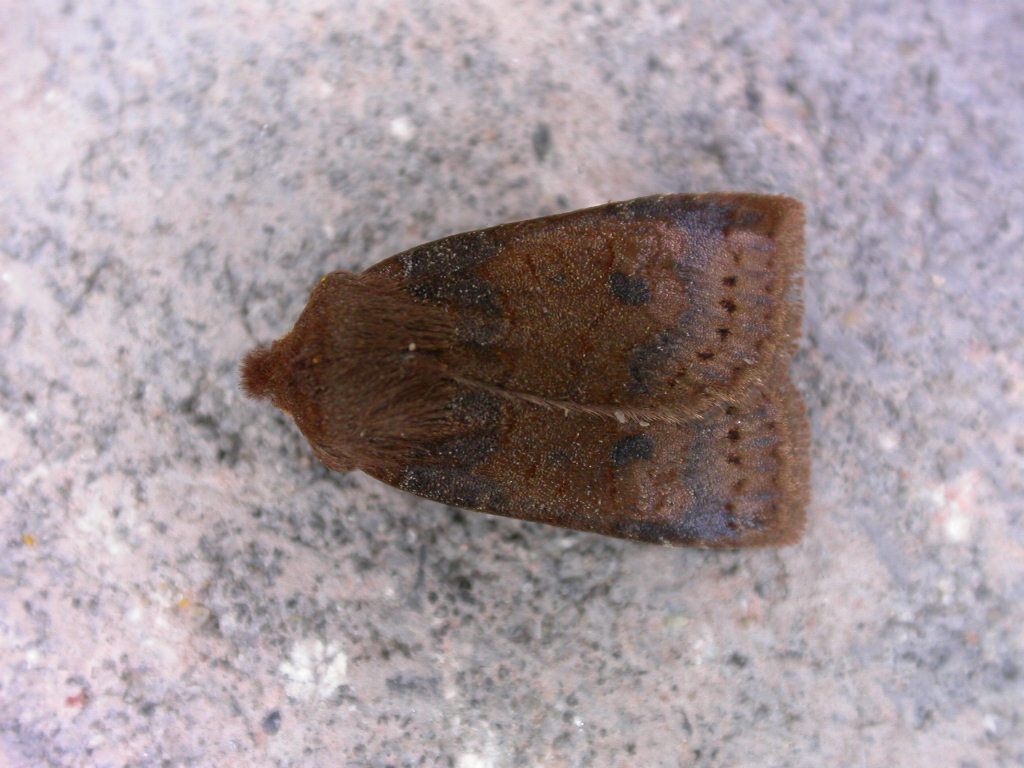
Lingonplattfly, Conistra vaccinii